# Álvaro Novo
Álvaro Novo Ramírez (Cordova, 16 maggio 1978) è un ex calciatore spagnolo, di ruolo centrocampista.

## Palmarès

### Club

#### Competizioni nazionali
- Coppa di Spagna: 1

Maiorca: 2002-2003